# Francesco Totti
Francesco Totti (* 27. září 1976, Řím) je bývalý italský fotbalista reprezentant, dlouholetý kapitán klubu AS Řím z italské Serie A, který ukončil svoji fotbalovou kariéru 28. května 2017 v utkání s FC Janov. Totti reprezentoval Itálii na Mistrovství světa 2006, kde získal zlatou medaili. Pelé ho roku 2004 zařadil mezi 125 nejlepších žijících fotbalistů.

## Hráčská kariéra
Totti strávil celou svou kariéru v klubu AS Řím, se kterým vyhrál titul italské Serie A, dvakrát pohár Coppa Italia a dvakrát italský superpohár Supercoppa Italiana. Je nejlepším střelcem klubové historie a zároveň drží rekord v počtu odehraných zápasů. V roce 1998 se v 22 letech a 34 dnech stal nejmladším kapitánem v historii Serie A. Mezi fanoušky a médii se Tottimu přezdívá Er Bimbo de Oro (Zlatý chlapec), L'Ottavo Re di Roma (Osmý král Říma), Er Pupone (Velké dítě), Il Capitano (Kapitán) a Il Gladiatore (Gladiátor). Totti se s 250 vstřelenými góly stal druhým nejlepším střelcem historie italské Serie A , přičemž zároveň drží ligový rekord v počtu vstřelených gólů za jeden klub.
Kreativní ofenzivní záložník, kterého zdobil především obrovský herní přehled a vynikající kopací technika, bývá považován za jednoho z nejlepších italských fotbalistů všech dob a jednoho z nejtalentovanějších fotbalistů své generace. V anketě Oscar del Calcio (v roce 2011 přejmenované na Gran Galà del Calcio AIC), v níž italská hráčská asociace Associazione Italiana Calciatori uděluje ocenění pro nejlepší hráče Serie A, zvítězil hned jedenáctkrát. V rámci ankety pětkrát obdržel cenu pro Nejlepšího italského fotbalistu roku Serie A, dvakrát pro Nejlepšího fotbalistu roku Serie A, dvakrát za Gól roku Serie A, jednou pro Nejlepšího střelce roku Serie A a jednou pro Mladého fotbalistu roku Serie A.
Francesco Totti, vítěz Mistrovství světa ve fotbale 2006 a finalista Mistrovství Evropy ve fotbale 2000, byl v obou turnajích vybrán do All-Star týmu. Svou zemi reprezentoval také na Mistrovství světa ve fotbale 2002 a na Mistrovství Evropy ve fotbale 2004. Obdržel také řadu individuálních ocenění, z níž za zmínku stojí především Zlatá kopačka (2007) a Golden Foot (2010). V roce 2004 byl jmenován na seznam FIFA 100, který čítá 125 nejlepších žijících fotbalistů, které vybrala brazilská fotbalová legenda Pelé. V roce 2011 byl Totti vyhlášen Mezinárodní federací fotbalových historiků a statistiků (IFFHS) nejoblíbenějším fotbalistou Evropy. V listopadu roku 2014 přidal Totti do své sbírky další rekord, když se ve věku 38 let a 59 dní stal nejstarším střelcem Ligy mistrů UEFA.

## Manažerská kariéra
V červenci 2017 ukončil hráčskou kariéru a vstoupil do managementu AS Řím ve funkci ředitele. V červnu roku 2019, po neshodách s prezidentem klubu Jamesem Pallottou, se rozhodl na tento post rezignovat a po 30 letech opustil římský celek.

## Hráčská statistika
| Sezóna  | Klub    | Liga    | Liga   | Liga | Ligové poháry | Ligové poháry | Ligové poháry | Kontinentální poháry | Kontinentální poháry | Kontinentální poháry | Celkem | Celkem |
| Sezóna  | Klub    | Soutěž  | Zápasy | Góly | Soutěž        | Zápasy        | Góly          | Soutěž               | Zápasy               | Góly                 | Zápasy | Góly   |
| ------- | ------- | ------- | ------ | ---- | ------------- | ------------- | ------------- | -------------------- | -------------------- | -------------------- | ------ | ------ |
| 1992/93 | Řím     | Serie A | 2      | 0    | IP            | 0             | 0             | UEFA                 | 0                    | 0                    | 2      | 0      |
| 1993/94 | Řím     | Serie A | 8      | 0    | IP            | 2             | 0             | -                    | 0                    | 0                    | 10     | 0      |
| 1994/95 | Řím     | Serie A | 21     | 4    | IP            | 4             | 3             | -                    | 0                    | 0                    | 25     | 7      |
| 1995/96 | Řím     | Serie A | 28     | 2    | IP            | 1             | 0             | UEFA                 | 7                    | 2                    | 36     | 4      |
| 1996/97 | Řím     | Serie A | 26     | 5    | IP            | 1             | 0             | UEFA                 | 3                    | 0                    | 30     | 5      |
| 1997/98 | Řím     | Serie A | 30     | 13   | IP            | 6             | 1             | -                    | 0                    | 0                    | 36     | 14     |
| 1998/99 | Řím     | Serie A | 31     | 12   | IP            | 3             | 1             | UEFA                 | 8                    | 3                    | 42     | 16     |
| 1999/00 | Řím     | Serie A | 27     | 7    | IP            | 2             | 0             | UEFA                 | 5                    | 1                    | 34     | 8      |
| 2000/01 | Řím     | Serie A | 30     | 13   | IP            | 2             | 1             | UEFA                 | 3                    | 2                    | 35     | 16     |
| 2001/02 | Řím     | Serie A | 24     | 8    | IP+IS         | 0+1           | 1             | LM                   | 11                   | 3                    | 36     | 12     |
| 2002/03 | Řím     | Serie A | 24     | 14   | IP            | 5             | 3             | LM                   | 6                    | 3                    | 35     | 20     |
| 2003/04 | Řím     | Serie A | 31     | 20   | IP            | 0             | 0             | UEFA                 | 1                    | 0                    | 32     | 20     |
| 2004/05 | Řím     | Serie A | 29     | 12   | IP            | 7             | 3             | LM                   | 4                    | 0                    | 40     | 15     |
| 2005/06 | Řím     | Serie A | 24     | 15   | IP            | 2             | 0             | UEFA                 | 3                    | 2                    | 29     | 17     |
| 2006/07 | Řím     | Serie A | 35     | 26   | IP+IS         | 5+1           | 2+0           | LM                   | 9                    | 4                    | 50     | 32     |
| 2007/08 | Řím     | Serie A | 25     | 14   | IP+IS         | 3+1           | 3+0           | LM                   | 6                    | 1                    | 35     | 18     |
| 2008/09 | Řím     | Serie A | 24     | 13   | IP+IS         | 0+1           | 0             | LM                   | 7                    | 2                    | 32     | 15     |
| 2009/10 | Řím     | Serie A | 23     | 14   | IP            | 2             | 0             | EL                   | 6                    | 11                   | 31     | 25     |
| 2010/11 | Řím     | Serie A | 32     | 15   | IP+IS         | 0+1           | 0             | LM                   | 7                    | 2                    | 40     | 17     |
| 2011/12 | Řím     | Serie A | 27     | 8    | IP            | 2             | 0             | EL                   | 2                    | 0                    | 31     | 8      |
| 2012/13 | Řím     | Serie A | 34     | 12   | IP            | 3             | 0             | -                    | 0                    | 0                    | 37     | 12     |
| 2013/14 | Řím     | Serie A | 26     | 8    | IP            | 3             | 0             | -                    | 0                    | 0                    | 29     | 8      |
| 2014/15 | Řím     | Serie A | 27     | 8    | IP            | 2             | 0             | LM+EL                | 5+2                  | 2+0                  | 36     | 10     |
| 2015/16 | Řím     | Serie A | 13     | 5    | IP            | 0             | 0             | LM                   | 2                    | 0                    | 15     | 5      |
| 2016/17 | Řím     | Serie A | 18     | 2    | IP            | 4             | 1             | LM+EL                | 0+6                  | 0                    | 28     | 3      |
| Celkově | Celkově | Celkově | 619    | 250  | -             | 64            | 19            | -                    | 103                  | 38                   | 786    | 307    |

## Reprezentační kariéra
Za Itálii odehrál 58 utkání a vstřelil devět branek. První utkání odehrál 10. října 1998 proti Švýcarsku (2:0). První branku vstřelil 26. dubna 2000 proti Portugalsku (2:0). Trenér Dino Zoff jej nominoval na ME 2000, kde odehrál šest utkání a vstřelil dvě branky. Domů si odvezl stříbrnou medaili. Poté odcestoval i na neúspěšné turnaje MS 2002 a ME 2004. Na oba turnaje měl i osobní vzpomínku. V prodloužení osmifinálového utkání na MS 2002 dostal červenou kartu za simulování a oslabil tak mužstvo a v prvním utkání na ME 2004 plivl na protihráče Poulsena a dostal trest na tři zápasy.
Na MS 2006 odcestoval a odehrál všechna utkání, i když byl před turnajem zraněn. Vstřelil jednu branku a to v osmifinále proti Austrálii v 95. minutě z penalty. Ve finále proti Francii odehrál 61. minut a sledoval jak jeho spoluhráči vyhrávají turnaj na penalty a on se stal mistrem světa. Po tomhle turnaji se rozhodl ukončit ve věku 29 let reprezentační kariéru.

### Statistika na velkých turnajích
| Reprezentace | Rok     | Zápasy             | Zápasy | Zápasy      | Zápasy           | Zápasy           | Zápasy            |
| Reprezentace | Rok     | Fáze turnaje       | Datum  | Soupeř      | Odehraných minut | Vstřelené branky | Výsledek          |
| ------------ | ------- | ------------------ | ------ | ----------- | ---------------- | ---------------- | ----------------- |
| Itálie       | ME 2000 | 1 zápas ve skupině | 11. 6. | Turecko     | 83               | 0                | 2:1               |
| Itálie       | ME 2000 | 2 zápas ve skupině | 14. 6. | Belgie      | 63               | 1                | 2:0               |
| Itálie       | ME 2000 | Čtvrtfinále        | 24. 6. | Rumunsko    | 75               | 1                | 2:0               |
| Itálie       | ME 2000 | Semifinále         | 29. 6. | Nizozemsko  | 37               | 0                | 3:1 v (prodl.)    |
| Itálie       | ME 2000 | Finále             | 2. 7.  | Francie     | 103              | 0                | 1:2 v prodl.      |
| Itálie       | MS 2002 | 1 zápas ve skupině | 3. 6.  | Ekvádor     | 74               | 0                | 2:0               |
| Itálie       | MS 2002 | 2 zápas ve skupině | 8. 6.  | Chorvatsko  | 90               | 0                | 1:2               |
| Itálie       | MS 2002 | 3 zápas ve skupině | 13. 6. | Mexiko      | 78               | 0                | 1:1               |
| Itálie       | MS 2002 | Osmifinále         | 18. 6. | Jižní Korea | 103              | 0                | 1:2 v (prodl.)    |
| Itálie       | ME 2004 | 1 zápas ve skupině | 14. 6. | Dánsko      | 90               | 0                | 0:0               |
| Itálie       | MS 2006 | 1 zápas ve skupině | 12. 6. | Ghana       | 57               | 0                | 2:0               |
| Itálie       | MS 2006 | 2 zápas ve skupině | 17. 6. | USA         | 35               | 0                | 1:1               |
| Itálie       | MS 2006 | 3 zápas ve skupině | 22. 6. | Česko       | 90               | 0                | 2:0               |
| Itálie       | MS 2006 | Osmifinále         | 26. 6. | Austrálie   | 15               | 1                | 1:0               |
| Itálie       | MS 2006 | Čtvrtfinále        | 30. 6. | Ukrajina    | 90               | 0                | 3:0               |
| Itálie       | MS 2006 | Semifinále         | 4. 7.  | Německo     | 120              | 0                | 2:0 v (prodl.)    |
| Itálie       | MS 2006 | Finále             | 9. 7.  | Francie     | 61               | 0                | 1:1 (6:5 na pen.) |

## Úspěchy

### Klubové
- 1× vítěz italské ligy (2000/01)
- 2× vítěz italského poháru (2006/07, 2007/08)
- 2× vítěz italského superpoháru (2001, 2007)

### Reprezentace
- 2× na MS (2002, 2006 - zlato)
- 2× na ME (2000 - stříbro, 2004)
- 1× na ME U21 (1996 - zlato)

### Individuální
- 2x nejlepší fotbalista ligy Guerin d'oro (1997/98, 2003/04)
- 5x nejlepší italský fotbalista (2000, 2001, 2003, 2004, 2007)
- 1x nejlepší mladý fotbalista ligy (1999)
- 1x nejlepší střelec italské ligy (2006/07)
- 1x vítěz zlaté kopačky (2006/07)
- All Stars Team ESM (2000/01, 2003/04, 2006/07)
- All Stars Team MS (2006)
- All Stars Team ME (2000)
- člen FIFA 100 (2004)
- člen Golden Foot (2010)
- člen síně slávy italského fotbalu (2018)

### Vyznamenání
Řád zásluh o Italskou republiku (12.7. 2000) z podnětu Prezidenta Itálie 

 Zlatý límec pro sportovní zásluhy (23.10. 2006) 

 Řád zásluh o Italskou republiku (12.12. 2006) z podnětu Prezidenta Itálie 